# Saison 2025-2026 des Bulls de Chicago
La saison 2025-2026 des Bulls de Chicago est la 59e saison de la franchise en National Basketball Association (NBA).

## Draft
| Tour | Choix | Joueur         | Poste | Nationalité | Provenance                   |
| ---- | ----- | -------------- | ----- | ----------- | ---------------------------- |
| 1    | 12    | Noa Essengue   | PF    | France      | Ratiopharm Ulm (Allemagne)   |
| 2    | 45    | Rocco Zikarsky | C     | Australie   | Brisbane Bullets (Australie) |

## Matchs

### Summer League
| Summer League Total: 3-2 |

| Match | Date match | Équipe     | Score     | Meilleur marqueur          | Meilleur rebondeur    | Meilleur passeur   | Lieux Spectateurs      | Série |
| ----- | ---------- | ---------- | --------- | -------------------------- | --------------------- | ------------------ | ---------------------- | ----- |
| 1     | 11 juillet | Toronto    | D 72-116  | Javon Freeman-Liberty (21) | Buzelis, Muoka (5)    | Jahmir Young (3)   | Cox Pavilion 0         | 0 - 1 |
| 2     | 12 juillet | Sacramento | D 92-109  | Javon Freeman-Liberty (21) | Noa Essengue (10)     | Jahmir Young (7)   | Cox Pavilion 0         | 0 - 2 |
| 3     | 14 juillet | Indiana    | V 114-105 | Matas Buzelis (28)         | Lachlan Olbrich (9)   | Yuki Kawamura (10) | Cox Pavilion 0         | 1 - 2 |
| 4     | 16 juillet | Milwaukee  | V 102-96  | Jahmir Young (37)          | Emanuel Miller (10)   | Yuki Kawamura (6)  | Thomas & Mack Center 0 | 2 - 2 |
| 5     | 18 juillet | Utah       | V 105-92  | Javon Freeman-Liberty (22) | Mãozinha Pereira (11) | Yuki Kawamura (10) | Thomas & Mack Center 0 | 3 - 2 |

### Pré-saison
| Pré-saison Total: 0-0 (Domicile : 0-0; Extérieur : 0-0) |

### Saison régulière
| Saison régulière Total: 0-0 (Domicile : 0-0; Extérieur : 0-0) |

### Confrontations en saison régulière
| Conférence Est      | Conférence Est                        | Conférence Est                        | Conférence Est                        | Conférence Est                        | Conférence Ouest                      | Conférence Ouest                      | Conférence Ouest                      |
| Division Atlantique | Division Atlantique                   | Division Atlantique                   | Division Atlantique                   | Division Atlantique                   | Division Nord-Ouest                   | Division Nord-Ouest                   | Division Nord-Ouest                   |
| Équipe              | Domicile                              | Domicile                              | Extérieur                             | Extérieur                             | Équipe                                | Domicile                              | Extérieur                             |
| ------------------- | ------------------------------------- | ------------------------------------- | ------------------------------------- | ------------------------------------- | ------------------------------------- | ------------------------------------- | ------------------------------------- |
| Boston              |                                       |                                       |                                       |                                       | Denver                                |                                       |                                       |
| Brooklyn            |                                       |                                       |                                       |                                       | Minnesota                             |                                       |                                       |
| New York            |                                       |                                       |                                       |                                       | Oklahoma City                         |                                       |                                       |
| Philadelphie        |                                       |                                       |                                       |                                       | Portland                              |                                       |                                       |
| Toronto             |                                       |                                       |                                       |                                       | Utah                                  |                                       |                                       |
| Division            | 0–0 (Domicile : 0–0; Extérieur : 0–0) | 0–0 (Domicile : 0–0; Extérieur : 0–0) | 0–0 (Domicile : 0–0; Extérieur : 0–0) | 0–0 (Domicile : 0–0; Extérieur : 0–0) | Division                              | 0–0 (Domicile : 0–0; Extérieur : 0–0) | 0–0 (Domicile : 0–0; Extérieur : 0–0) |
| Division Centrale   | Division Centrale                     | Division Centrale                     | Division Centrale                     | Division Centrale                     | Division Pacifique                    | Division Pacifique                    | Division Pacifique                    |
| Équipe              | Domicile                              | Domicile                              | Extérieur                             | Extérieur                             | Équipe                                | Domicile                              | Extérieur                             |
|                     |                                       |                                       |                                       |                                       | Golden State                          |                                       |                                       |
| Cleveland           |                                       |                                       |                                       |                                       | L.A. Clippers                         |                                       |                                       |
| Détroit             |                                       |                                       |                                       |                                       | L.A. Lakers                           |                                       |                                       |
| Indiana             |                                       |                                       |                                       |                                       | Phoenix                               |                                       |                                       |
| Milwaukee           |                                       |                                       |                                       |                                       | Sacramento                            |                                       |                                       |
| Division            | 0–0 (Domicile : 0–0; Extérieur : 0–0) | 0–0 (Domicile : 0–0; Extérieur : 0–0) | 0–0 (Domicile : 0–0; Extérieur : 0–0) | 0–0 (Domicile : 0–0; Extérieur : 0–0) | Division                              | 0–0 (Domicile : 0–0; Extérieur : 0–0) | 0–0 (Domicile : 0–0; Extérieur : 0–0) |
| Division Sud-Est    | Division Sud-Est                      | Division Sud-Est                      | Division Sud-Est                      | Division Sud-Est                      | Division Sud-Ouest                    | Division Sud-Ouest                    | Division Sud-Ouest                    |
| Équipe              | Domicile                              | Domicile                              | Extérieur                             | Extérieur                             | Équipe                                | Domicile                              | Extérieur                             |
| Atlanta             |                                       |                                       |                                       |                                       | Dallas                                |                                       |                                       |
| Charlotte           |                                       |                                       |                                       |                                       | Houston                               |                                       |                                       |
| Miami               |                                       |                                       |                                       |                                       | Memphis                               |                                       |                                       |
| Orlando             |                                       |                                       |                                       |                                       | New Orleans                           |                                       |                                       |
| Washington          |                                       |                                       |                                       |                                       | San Antonio                           |                                       |                                       |
| Division            | 0–0 (Domicile : 0–0; Extérieur : 0–0) | 0–0 (Domicile : 0–0; Extérieur : 0–0) | 0–0 (Domicile : 0–0; Extérieur : 0–0) | 0–0 (Domicile : 0–0; Extérieur : 0–0) | Division                              | 0–0 (Domicile : 0–0; Extérieur : 0–0) | 0–0 (Domicile : 0–0; Extérieur : 0–0) |
| Conférence          | 0–0 (Domicile : 0–0; Extérieur : 0–0) | 0–0 (Domicile : 0–0; Extérieur : 0–0) | 0–0 (Domicile : 0–0; Extérieur : 0–0) | 0–0 (Domicile : 0–0; Extérieur : 0–0) | Conférence                            | 0–0 (Domicile : 0–0; Extérieur : 0–0) | 0–0 (Domicile : 0–0; Extérieur : 0–0) |
| Total               | 0–0 (Domicile : 0–0; Extérieur : 0–0) | 0–0 (Domicile : 0–0; Extérieur : 0–0) | 0–0 (Domicile : 0–0; Extérieur : 0–0) | 0–0 (Domicile : 0–0; Extérieur : 0–0) | 0–0 (Domicile : 0–0; Extérieur : 0–0) | 0–0 (Domicile : 0–0; Extérieur : 0–0) | 0–0 (Domicile : 0–0; Extérieur : 0–0) |